# Rasquera
Rasquera település Spanyolországban, Tarragona tartományban. Rasquera El Perelló, Ginestar, Tivissa, Tivenys, Benifallet és Miravet községekkel határos. Lakosainak száma 792 fő (2024).

## Népesség
A település népessége az elmúlt években az alábbi módon változott:
| Lakosok száma | 150  | 1305 | 1426 | 1228 | 879  | 898  | 966  | 858  | 781  | 792  |
|               | 1717 | 1900 | 1940 | 1960 | 1986 | 2005 | 2010 | 2014 | 2019 | 2024 |